# Montargis
 Montargis  es una población y comuna francesa, situada en la región de Centro, departamento de Loiret. Es la subprefectura del distrito y el chef-lieu del cantón de su nombre. El cantón incluye únicamente esta comuna.

## Demografía
| 6500                      | 6394 | 6514 | 6568 | 6781 | 7757 | 7301 | 7397 | 7527 | 7553 | 8010 | 8103 | 8196 | 9175 | 11 164 | 10 984 | 11 600 | 11 314 | 12 351 | 13 104 | 12 927 | 12 564 | 12 564 | 12 859 | 13 885 | 14 615 | 15 117 | 15 996 | 18 225 | 18 380 | 16 110 | 15 020 | 15 030 | 15 755 |
| (Fuente: INSEE y Cassini) |      |      |      |      |      |      |      |      |      |      |      |      |      |        |        |        |        |        |        |        |        |        |        |        |        |        |        |        |        |        |        |        |        |

## Acontecimientos
- Musik'air, Festival de música, en junio, desde 2002, en el velódromo de la ciudad.[7]
- Montargis coince la bulle, festival de historietas, en mayo, desde 2010[8]
- Los días 8 y 9 de julio de 2010, la ciudad recibió al Tour de Francia.